# Daniela Jaworska
Daniela Jaworska, geb. Tarkowska (* 4. Januar 1946 in Wyborów in der Woiwodschaft Łódź) ist eine ehemalige polnische Leichtathletin. Bei einer Körpergröße von 1,64 m betrug ihr Wettkampfgewicht 64 kg.
Daniela Tarkowska wurde bei den Europameisterschaften 1966 in Budapest mit 49,70 Meter Siebte im Speerwurf.
Nach ihrer Heirat wurde Daniela Jaworska bei den Olympischen Spielen 1968 in Mexiko-Stadt mit 56,06 Meter Fünfte. Im Jahr darauf belegte sie bei den Europameisterschaften 1969 in Athen Platz 6 mit 55,16 Meter.
Am 13. August 1971 gewann sie bei den Europameisterschaften in Helsinki mit 61,00 Meter Gold vor den beiden Deutschen Ameli Koloska (West) und Ruth Fuchs (Ost). Bei den Olympischen Spielen 1972 in München verpasste Daniela Jaworska mit 52,40 Meter als 14. knapp den Finaleinzug. Bei den Europameisterschaften 1974 in Rom wurde sie mit 54,02 Meter noch einmal Elfte.
Zwischen 1964 und 1976 gewann sie zehn polnische Meistertitel. Ihre Bestweite betrug 62,30 Meter.